# لوكاس هولير
لوكاس هولير (مواليد 10 يوليو 1994) هو لاعب كرة قدم ألماني يلعب في مركز المهاجم في نادي فرايبورغ.

## روابط خارجية
- لوكاس هولير على موقع الاتحاد الأوربي (الإنجليزية)
- لوكاس هولير على موقع قاعدة بيانات كرة القدم.إي يو (الإنجليزية)
- لوكاس هولير على موقع بيانات كرة القدم. دي إي (الألمانية)
- لوكاس هولير على موقع Soccerway.com (الإنجليزية)
- لوكاس هولير على موقع عالم كرة القدم.نت (الإنجليزية)